# Ильясов, Магжан Жанботаулы
Магжан Жанботаулы Ильясов (каз. Мағжан Жанботаұлы Ілиясов; род. 26 августа 1974, Алма-Ата, Казахская ССР, СССР) — казахстанский дипломат. Чрезвычайный и Полномочный Посол Республики Казахстан в Королевстве Нидерландов (2016—2020), Соединённом Королевстве Великобритании и Северной Ирландии (с 2022 года), Ирландии и Исландии (с 2023 года, по совместительству).

## Биография
1996—1999 гг. — референт, атташе Главного управления международных организаций и международных экономических отношений, третий, второй секретарь Управления ООН и международных экономических организаций Министерства иностранных дел Казахстана.
1999—2007 гг. — консультант протокольной службы, главный эксперт, главный инспектор Центра внешней политики Администрации президента Казахстана.
Февраль 2007 года — сентябрь 2012 года — заведующий Центром внешней политики Администрации президента Казахстана.
Июнь — декабрь 2013 года — советник президента Казахстана.
Декабрь 2013 года — май 2016 года — заведующий Центром внешней политики Администрации президента Казахстана.
Май 2016 года — сентябрь 2020 года — Чрезвычайный и Полномочный Посол Республики Казахстан в Королевстве Нидерландов, постоянный представитель Республики Казахстан при Организации по запрещению химического оружия по совместительству.
С 30 сентября 2020 по 6 октября 2022 года — постоянный представитель Республики Казахстан при Организации Объединенных Наций.
С 6 октября 2022 года — Чрезвычайный и Полномочный Посол Республики Казахстан в Соединённом Королевстве Великобритании и Северной Ирландии. 18 апреля 2023 года был назначен Чрезвычайным и Полномочным Послом Республики Казахстан в Исландии, Ирландии по совместительству.

## Награды
- Медаль «За трудовое отличие»
- Медаль «10 лет независимости Республики Казахстан» (2001)